# Luis Ocaña
Jesús Luis Ocaña Pernía, född 9 juni 1945 i Priego, Cuenca, död 19 maj 1994 i Nogaro, Gers, var en spansk professionell tävlingscyklist åren 1968–1977. Ocaña vann Tour de France 1973 och Vuelta a España 1970.

## Karriär

### Tidig karriär
Luis Ocaña föddes i Priego, Cuenca, Spanien. År 1957 flyttade hans familj till den franska staden Mont-de-Marsan. Det var i Mont-de-Marsan som Ocaña började cykla för den lokala klubben och han blev professionell cyklist 1968 när han började tävla för det spanska stallet Fagor. Samma år blev han också spansk nationsmästare i linjelopp. Året därpå vann Ocaña prologen, två tempolopp och bergspristävlingen på Vuelta a España, en tävling som han slutade på andra plats i bakom fransmannen Roger Pingeon.
Inför året 1970 skrev Ocaña på ett kontrakt med det franska laget Bic. På Vuelta a España det året kämpade han på vägarna mot landsmannen Augustín Tamames. Ocaña förlorade ledartröjan till Tamames på den 13:e etappen, men på den sista etappen, ett tempolopp, tog han tillbaka tröjan och tog sin första seger i en Grand Tour-tävling med 1 minut och 18 sekunder före Tamames. På Tour de France 1970 vann Ocaña en etapp till Puy-de-Dôme och han slutade tävlingen på 31:a plats.

### Tour de France 1971
Innan Tour de France slutade Ocaña trea på Paris-Nice bakom Eddy Merckx och på andra plats bakom Merckx på Dauphiné Libéré. På etapp 8 av Tour de France 1971, som hade målgång uppför, bröt spanjoren sig loss från gruppen med favoriterna, en grupp som inkluderade belgaren Eddy Merckx, med fyra kilometer kvar att åka. Han fick 15 sekunders försprång på Merckx men lyckades bygga upp försprånget dagen därpå. På etapp 11 ledde Ocaña tävlingen med åtta minuter före Merckx.
Efter en vilodag kom Merckx tillbaka till toppen av tävlingen när han tog in sju minuter. I Col de Menté attackerade Merckx nedför backen. Han förlorade kontrollen över cykeln och slirade mot en vägg. Ocaña träffade Merckx och föll även han. Merckx kom snabbt tillbaka till tävlingen men det tog längre tid för Ocaña och han fick inte loss sina dubbar från tåclipsen och blev påkörd av den jagande Joop Zoetemelk. Luis Ocaña i den gula ledartröjan blev tagen med helikopter till sjukhus i Saint-Gaudens och hans Tour de France var över för det året. Dagen därpå vägrade Merckx att ikläda sig den gula ledartröjan, som en hyllning till Luis Ocaña. 

### 1972–1973
Eddy Merckx ville inte köra Tour de France 1972, utan ville i stället satsa på Vuelta a España. Han valde att ställa upp efter att kritiker sade att Merckx bara vann Tour de France 1971 för att Ocaña hade skadat sig. Ocaña hade vunnit Critérium du Dauphiné Libéré och nationsmästerskapen under säsongen 1971. Ocaña attackerade Merckx flera gånger i Pyrenéerna men lyckades inte bryta sig fri. Senare valde Ocaña att åka hem med anledning av bronkiter.
Under säsongen 1973 valde Merckx att cykla Vuelta a España och Giro d'Italia, vilket innebar att han inte skulle delta i Tour de France det året. På Vuelta a España, som kördes under våren, kämpade Ocaña mot Merckx och Bernard Thévenet för att vinna loppet. I slutändan slutade Ocaña tvåa, nästan fyra minuter bakom Merckx.

### Tour de France 1973
Ocaña var ingen favorit till att vinna Tour de France 1973 eftersom han bara hade kommit i mål på en av fyra Tour de France som han hade ställt upp i. Merckx som inte tävlade trodde att José Manuel Fuente, Joop Zoetemelk och Raymond Poulidor skulle stå på prispallen i slutet av tävlingen. Zoetemelk och Poulidor låg på första och andra plats efter prologen, medan Ocaña kraschade under etapp 1 när en hund sprang in i cykelklungan. På etapp 3 lyckades Ocaña och hans stall att distansera sig mot sina rivaler. Ocaña och fyra stallkamrater attackerade på etappen som började i Roubaix och cyklades över gatstenarna i Querenaing och de slutade två och en halv minut framför klungan.
Ocaña vann den första bergsetappen och tog över den gula ledartröjan med Thévenet vann den andra bergsetappen. På den tredje bergsetappen attackerade Fuente tidigt på Col du Télégraphe och en grupp med favoriter samlades. På nästa berg, Col du Galibier, ledde Ocaña gruppen och efter nedfärden hade Ocaña och Fuente en minut på Thévenet, medan nästa grupp låg över fem minuter bakom ledargruppen. Fuente fick en punktering, varför Ocaña vann etappen med 52 sekunder framför Fuente, nästan sju minuter över Thévenet och över 20 minuter framför Zoetemelk, Lucien Van Impe och Poulidor. Ocaña ledde vid det tillfället tävlingen med nio minuter över Fuente. Ocaña vann etapp 12A, ett tempolopp, samt den längsta etappen av tävlingen, etapp 13. Han vann också det sista tempoloppet och även den sista bergsetappen till Puy-de-Dôme. Ocaña vann till slut 1973 års upplaga av Tour de France, 15 minuter framför Bernard Thévenet. Han vann också kombinationstävlingen under loppet.

### Efter Tour de France 1973
Ocaña slutade på tredje plats och tog därmed bronsmedaljen på världsmästerskapens linjelopp 1973 bakom Felice Gimondi och Freddy Maertens. Han vann också Baskien runt samma år. Han slutade på fjärde plats på Vuelta a España 1974, en tävling som Fuente vann. Ocaña kunde inte försvara sin seger från Tour de France 1973 året därpå med anledning av en skada som han ådragit sig på Grand Prix du Midi Libre. Han lyckades ta sig igenom Vuelta a España 1975, men det var först 1976 som han kom tillbaka i toppform då han slutade trea på Paris-Nice och tvåa på Vuelta a España, en minut bakom José Pesarrodona.

### Avslutad karriär
Ocaña avslutade sin karriär efter säsongen 1977. Han slutade på 25:e plats på Tour de France 1975. Under sin karriär hade han tagit 110 segrar, inklusive nio etapper på Tour de France. I stället för att cykla startade han upp en vingård.
Luis Ocaña begick självmord i Nogaro, Gers, Frankrike, genom ett gevärsskott. Det sägs att han var deprimerad för att hans farm gick i konkurs och att han led av hepatit C efter en blodtransfusion.

## Stall
- Fagor 1968–1969
- Bic 1970–1974
- Super Ser Zeus 1975–1976
- Frisol-Thirion-Gazelle 1977